# 저먼 렉스
저먼 렉스는 집고양이의 한 품종이다.

## 설명
저먼 렉스는 중간 길이의 가는 다리를 가진 중형 품종이다. 머리는 둥글고 잘 발달된 뺨과 크고 열린 귀가 있다. 눈은 털 색상과 유사하며, 중간 크기이다. 털은 부드럽고 짧고 말리는 경향이 있다. 수염도 말리나 많이 말리지는 않으며, 거의 직선이다. 털은 흰색을 포함한 모든 색상이 있다. 신체 발달의 특징은 유러피안 쇼트헤어에 가깝다.

## 성격
저먼 렉스 고양이는 인간과 빠르게 유대감을 형성하며 활기차고 장난기 많으며 지능적이다.

## 역사
독일 출신의 초기 렉스 유형 고양이는 1930년 또는 1931년의 독일 제국(오늘날의 러시아 칼리닌그라드)의 쾨니히스베르그 근처 마을에서 태어난 한 에르나 슈나이더 가족의 고양이였다. 이 고양이는 마호가니 앙고라 고양이와 러시안 블루 사이에서 태어난 새끼고양이 멍크이다. 이 새끼는 1944년 또는 1945년에 사망할 때까지 그의 유전자를 마을의 고양이 개체군에 널리 퍼뜨렸다. 슈나이더는 곱슬곱슬한 털이 아니라 자신을 위해 가족 정원 연못에서 물고기를 잡는다는 점에서 톰을 좋아했다. 저먼 렉스 연구원은 이 고양이가 저먼 렉스 품종과 관련이 있다고 생각하지 않으며 결코 자란 적이 없다고 말한다.
1951년 여름, 베를린-부흐(판코우 자치구)의 로즈 슈어-카핀 의사는 후플란트클리닉 병원 정원에서 검은 곱슬곱슬한 털을 가진 고양이를 발견했다. 클리닉의 직원은 그녀에게 그들이 1947년 이래로 그 고양이를 알고 있었다고 말했다. 의사는 이 고양이를 람첸(Lämmchen, 독일어로 "작은 어린 양"이라는 뜻)으로 이름을 지었다. 그녀가 돌연변이의 결과임에 틀림없다는 그녀의 추측이 옳은 것으로 나타났다. 따라서 렘첸은 최초의 사육자 소유 렉스형 고양이로 현재의 저먼 렉스의 모계 조상이 되었다.
저먼 렉스가 의도적으로 사육한 첫 번째 두 마리의 렉스 고양이는 1957년 4마리의 새끼를 낳았는데, 렘첸의 자손과 그녀가 셰이어-카핀에게 입양된 길 잃은 검은 톰 블랙키와 함께 낳은 곧은 털을 가진 아들 프리돌린이었다. 람첸은 1964년 12월 19일 또는 1967년에 사망하였다. 그녀는 많은 렉스와 그녀의 마지막 자손인 1962년에 태어난 잡종 후손들을 남겼는데, 그들 중 대부분은 유전적으로 매우 적은 종족으로부터 물려받은 피부 문제로 고통 받고 있는 코니쉬 렉스와 같은 다른 품종을 개량하는데 사용되었다. 1968년, 혈통은 해외에 팔리지 않은 렘첸의 마지막 3마리의 렉스 자손을 인수한 그론드의 노력에 달려 있었고, 유러피언 숏헤어와의 교배로 혈통을 증폭시켰다. 1973년 캐터리의 노력으로 서부에 있는 종인 실케보브 그룬드와 대립 유전자의 샘플을 획득하였다. 몇 년 후, 그 품종은 서서히 더 풍부해졌다.
또 다른 렉스 고양이는 1950년대 후반에 베를린-부흐에서 나타났다. 슈누르젤이라는 이름의 탐은 저먼 렉스의 번식에 기여했는데, 그가 렘첸과 어떻게 관련이 있는지는 알려져 있지 않다. 다만, 셰이어-카핀이 그녀의 고양이들을 부흐의 정원과 숲을 자유롭게 돌아다니게 했기 때문에, 그의 손자였을 것으로 추정된다. 1979년 라인란트 지그부르크에서 프로이우스의 유랑자로 발견된 푸미나와 같은 베를린 지역에서 멩크가 나타나지 않는다면 렘첸의 유전적 유산은 저먼 렉스 속성과는 관련이 없는 것으로 보인다. 그럼에도 불구하고, 그의 후손들은 오늘날의 저먼 렉스 혈통에 기여 할 가능성이 보인다.

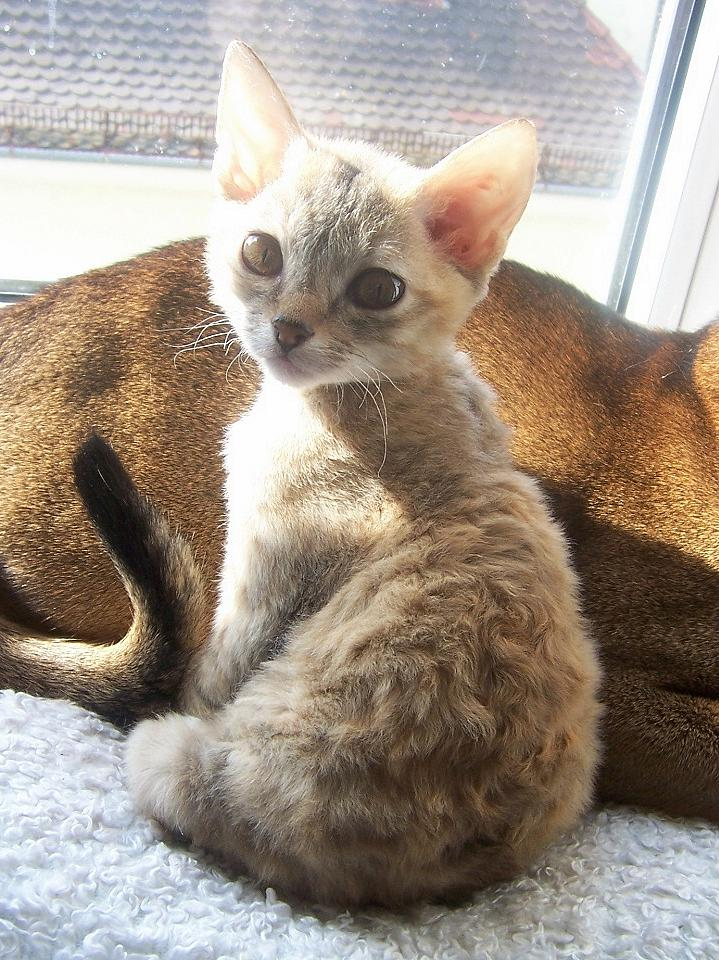
저먼 렉스 아기 고양이 알라나. 셰이어-카핀이 왜 그녀의 고양이를 람첸이라고 불렀는지 쉽게 알 수 있다.

## 유전적 정보
렘첸이 멍크와 어떻게 관련이 있는지는 확실히 알려져 있지 않지만, 코니쉬 렉스와 같은 유전자에 있는 저먼 렉스 돌연변이가 열성적이라는 것은 두 개의 유전자가 모두 "렉스"일 때에만 나타날 수 있다는 것을 의미한다. 이따금씩 아마도 멍크는 많은 새끼를 현지 고양이들과 함께 낳았는데, 멍크의 직모 동료들이 지배하기 때문에 그 중 어느 것도 곱슬곱슬한 털을 가지고 있지 않았을 것이다. 그 후 몇 년 동안 쾨니히스베르크 지역의 곱슬머리 고양이들은 눈에 띄지 않게 되거나 적어도 의도적으로 번식하지 않았다.